# Jean-Charles Denoyers
Jean-Charles Denoyers, né le 5 septembre 1977  à Fécamp, est un footballeur français. Il évolue au poste de défenseur.

## Biographie
Jean-Charles Denoyers est formé à l'US Fécamp. Il joue ensuite avec la réserve du Havre AC puis avec le Pacy VEF. Au total, il dispute 178 matchs en National.
Il remporte le championnat d'Europe des moins de 18 ans 1996 avec l'équipe de France.

## Carrière
- US Fécamp (jeunes)
- 1994-1998 :  Le Havre AC (réserve)
- 1998-2001 :  Pacy VEF
- 2001-2003 :  ES Fréjus
- 2003-2012 :  Pacy VEF[3]

## Palmarès
- Vainqueur du championnat d'Europe des moins de 18 ans 1996 avec l'équipe de France U-18
- Champion de CFA (Groupe A) en 2008 avec Pacy-sur-Eure